# Un millón de sueños
«Un millón de sueños» es el título de una canción compuesta de la cantautora española Cecilia, incluida en su segundo álbum de estudio Cecilia 2.

## Descripción
Se trata de un alegato antibelicista sobre el que se ha repetido que rinde homenaje al supuestamente millón de vidas truncadas con motivo de la guerra civil española. Sin embargo, probablemente para sortear la censura franquista, la autora declaró que está dedicada a las víctimas de la guerra de los Seis Días, de la que había sido testigo directo cuando residía en Jordania.
La canción hubo de enfrentarse a la censura de la época y finalmente se consiguió evitar las presiones para que el tema no fuera incluido en el LP y por lo tanto publicado. Inicialmente titulada Un millón de muertos, la artista tuvo que dar cuenta del contenido de la letra de la canción ante el Tribunal de Orden Público el 28 de noviembre de 1973.
Fue considerada por la censura como no apta para emitirse por la radio.
Se editó como cara B del sencillo Canción de amor (1973).

## Versiones
La canción fue grabada por la propia Cecilia también en inglés, bajo el título A million dreams.